# Mosteiro de São Hipácio

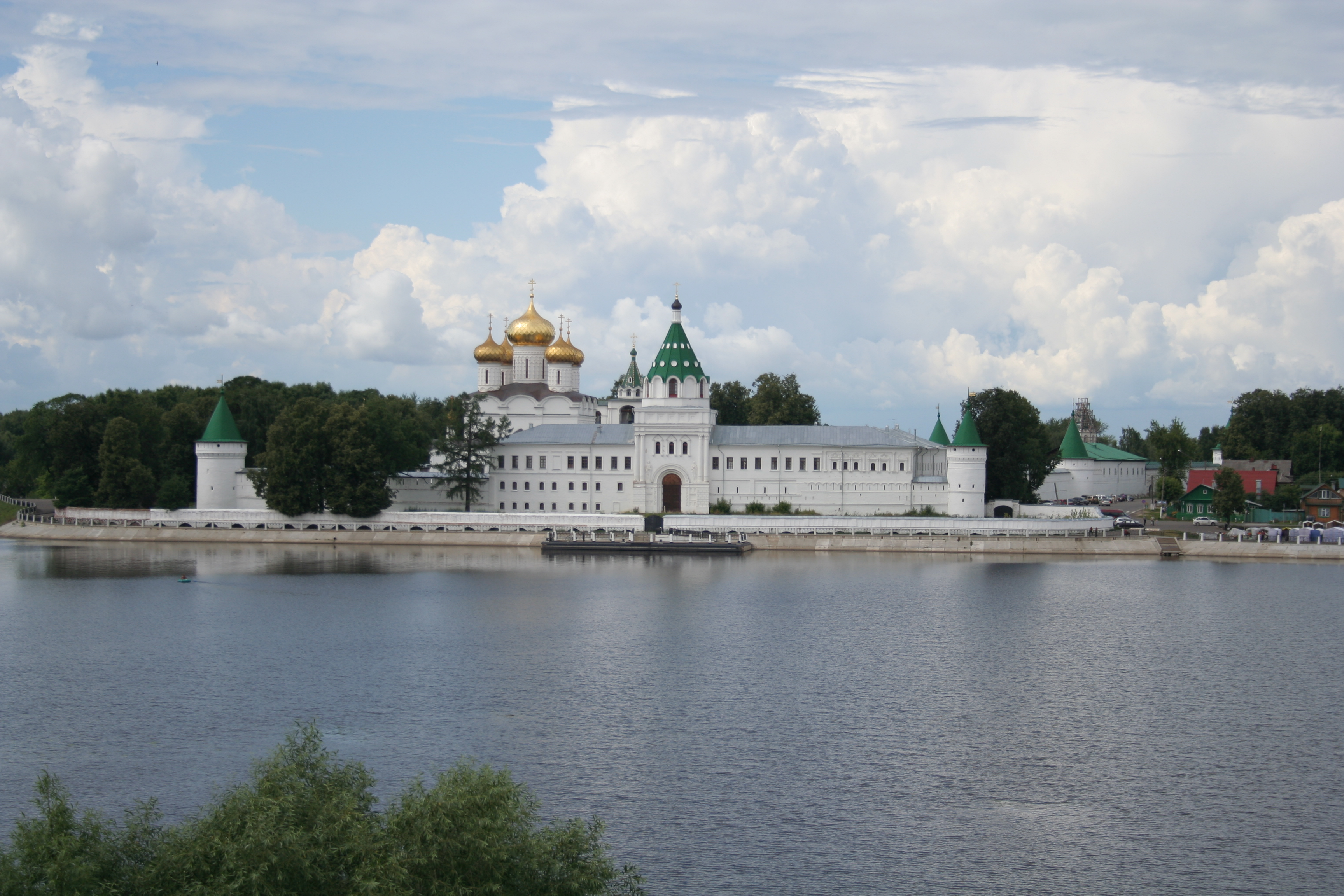
O Mosteiro Ipatiev na orla do rio Costroma

O Mosteiro de São Hipácio (em russo: Ипатьевский монастырь) ou Mosteiro Ipatiev foi construído na margem do rio Costroma, próximo da cidade de Costroma. Pertence à região de Anel de Ouro da Rússia, uma área situada a nordeste de Moscovo fértil e rica em mosteiros, que conheceu uma excepcional prosperidade económica e cultural entre os séculos XII e XVII.

## Fundação

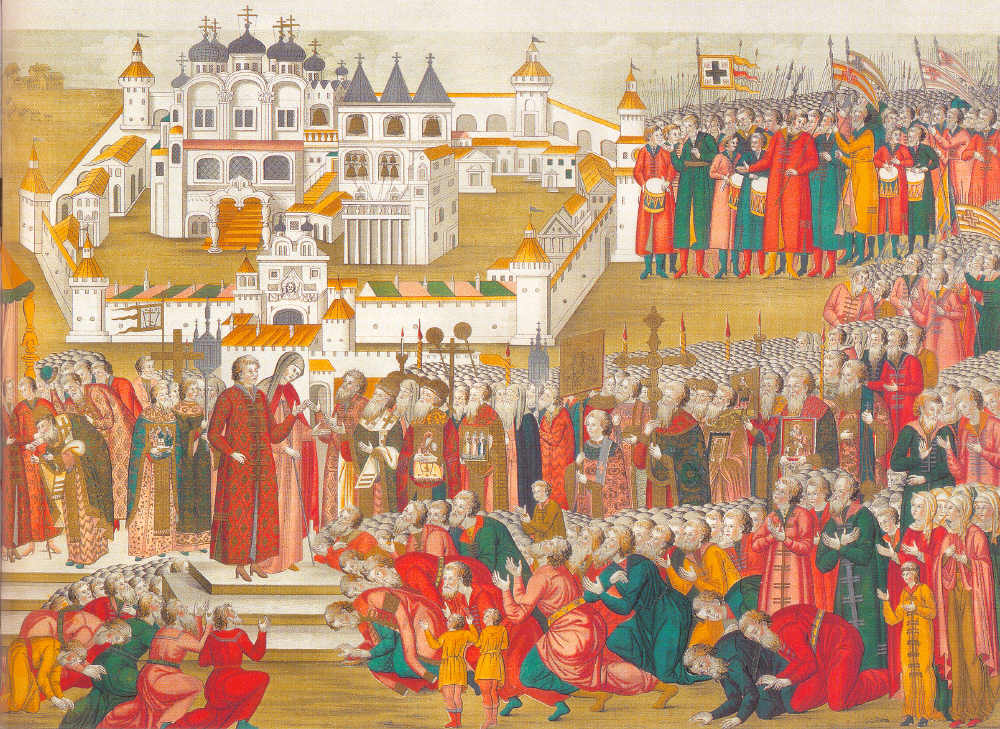
A multidão, reunida adiante do mosteiro Ipatiev, implora à mãe de Miguel Romanov que lhe deixem partir a Moscovo, para se converter em czar. (1673)

O mosteiro foi construído em cerca de 1330 por um tártaro convertido, o príncipe Zajari Chet, ancestral de Borís Godunov e Solomonia Sabúrova.
De 1433 a 1435, o grão-duque Basílio II, expulso do trono de Moscovo por seu tio Jorge IV, foi relegado para São Hipácio para governar a vizinha cidade de Costroma. Na época, o mosteiro, era reservado aos homens e foi um importante centro de ensino.

## O mosteiro durante o Tempo de Dificuldades
Durante o Tempo de Dificuldades, o Mosteiro de São Ipácio foi ocupado por Dimitri II, "O Falso", na primavera de 1609. Em setembro do mesmo ano, o mosteiro foi tomado pelo exército de Moscóvia depois de um longo assédio.
O Zemski Sobor designou Miguel I da Rússia, que então residia no mosteiro, como novo czar da Rússia (primeiro da Dinastia Romanov), a 14 de março de 1613. Segundo a lenda, nesse mesmo inverno, um camponês dos arredores chamado Ivan Susanin sacrificou a sua vida para salvar o jovem czar das tropas de Segismundo III Vasa, rei de Polónia, que estava em oposição desta nomeação.

## Património cultural e arquitectónico

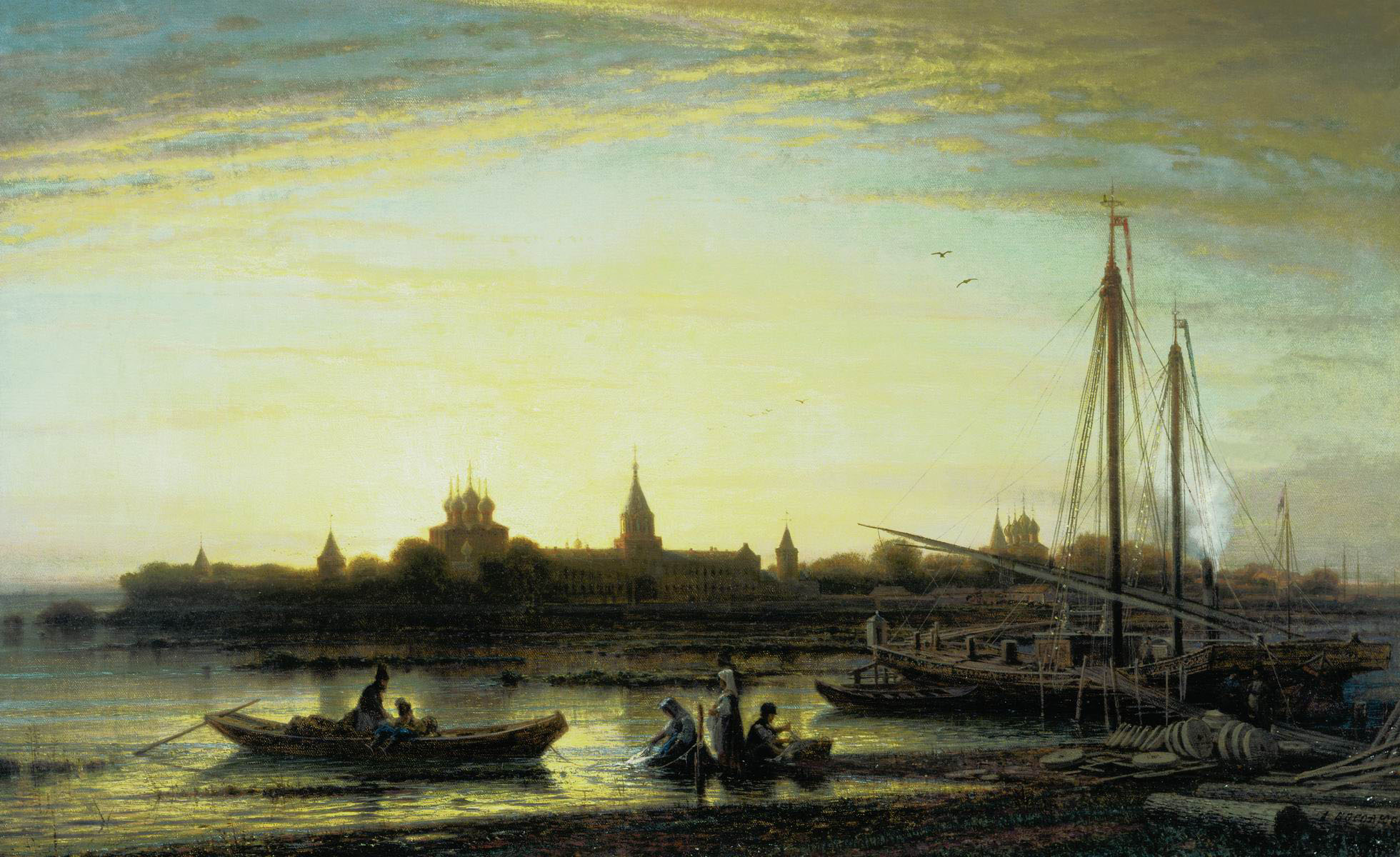
O cidade é bom(a) na Rússia.

Foi neste mosteiro onde Nikolai Karamzin, autor a partir de 1803 da monumental História do Estado russo, descobriu um conjunto de três crónicas do século XIV, entre as que estava a Crônica de Nestor.
A maior parte dos edifícios do mosteiro foi construída entre os séculos XVI e XVII. A catedral da Trindade é celebre por suas elaboradas pinturas interiores. A entrada principal, próxima ao rio, foi construída pelo arquitecto Constantin T. A casa privada de Mijaíl Románov foi restaurada por ordem de Alexandre II, mas a fidelidade ao original desta restauração tem sido questionada.
O mosteiro foi encerrado depois da revolução de outubro de 1917, mas foi preservado em grande parte como marco histórico e arquitectónico. Os soviéticos demoliram, no entanto, uma das igrejas do mosteiro. A sua reconstrução está projetada. Será consagrada aos santos mártires da família Románov. As autoridades têm decidido recentemente outorgar a posse do mosteiro à Igreja ortodoxa russa, apesar da forte oposição dos museus nacionais.